# منطقة هورودينكا
منطقة هورودينكا (بالأوكرانية: Городе́нківський райо́н)‏ هي منطقة تابعة لمقاطعة إيفانو فرانكيفسك في أوكرانيا، وكان مركزها الإداري مدينة هورودينكا، لكنها ألغيت في 18 يوليو 2020 كجزء من الإصلاح الإداري لأوكرانيا. يُقدر عدد سكانها حوالي 51,370 نسمة حسب تقديرات عام 2020.